# Raziskovanje Marsa
Raziskovanje Marsa je pomenben del osvajanja in raziskovanja vesolja. Prva resnejša zanimanja za Mars se pojavijo že v Novem veku, ko so izumili prvi teleskop.  Astronomi so narisali prve zemljevide Marsa. Na površju so kasneje opazili nenavadno ravne črte. Menili so, da gre za nekakšne kanale, ki so delo marsovcev.
O tem je napisanih veliko znanstvenofantastičnih romanov.  Temu je sledilo vse večje zanimanje za Rdeči planet. V 60. letih 20. stoletja  so izdelali prvo sondo, ki je poletela na Mars.
Danes vemo o Marsu veliko več kot pred nekaj leti. Ameriški sondi Spirit in Opportunity sta odkrili veliko presenetljivih dokazov. Našli sta kamnine, ki se lahko tvorijo le v prisotnosti tekoče vode. Evropska sonda Mars Express pa je zaznala površinski metan, kar dokazuje geološko dejavnost Marsa.

## Pretekle odprave
Prva uspešna orbitalna sonda, ki je prispela do Marsa je bil NASA-in Mariner 4 izstreljen leta 1964. Prvi uspešni sondi, ki sta pristali na Marsu sta bili sovjetski, Mars 2 in Mars 3, izstreljena v letu 1971, vendar je ob pristajanju obeh Nadzorni center izgubili stik z njima. Leta 1975 je NASA začela s programom  Viking, ki je bila zelo uspešna saj so.

### Mariner 9
Prvi se je uspešno utiril v Marsovo tirnico (Sovjetska sonda 14 dni kasneje). Prvi je posnel tudi večjo Marsovo luno Fobos. Kasneje je posnel tudi Polarno kapo in največjo goro v Osončju (Olympus Mons). Po njem so poimenovali tudi Marinerjeve doline.

### Viking 1 in 2
Njuna glavna naloga je bila, da bi odkrila znake življenja. Obe sondi sta imeli pristajalni modul. Modula sta nam poslala zelo veliko fotografij. Viking 1 je posnel tudi prvo barvno fotografijo Marsa. To je bilo veliko zmagoslavje za NASO. Iskanje življenja je dalo nekatere dvoumne rezultate, ki pa so jim kasneje številni znanstveniki oporekali. Prepir o njihovem pomenu se nadaljuje še danes.
Viking 1 je fotografiral tudi znameniti obraz na Marsu.

### Mars Pathfinder
Odprava je bila uspešna. Sondi sta delovali 3 mesece (načrtovali so le 1 mesec), dokler jima ni zmanjkalo goriva. Sojourner je bilo prvo vozilo na Marsu.

### Mars Global Surveyor
Glavna naloga sonde je, da iz tirnice opazuje kemijsko sestavo površja Marsa in s pomočjo kamere posname fotografski atlas.

## Sedanje odprave

### Mars Express
To je prva evropska sonda, ki kroži okoli Marsa. Je nekakšen naslednik Nasinega Zemljemerca. Izstrelili so ga junija 2003 z Sojuzom. Imel je tudi pristajalni modul Beagle 2, ki se je ob pristajanju na Mars izgubil. Posnel je veliko površinskih fotografij. Na Zemljo je poslal veliko presenetljivih podatkov. Na površju Marsa je zaznal metan. To je dokaz, da na Marsu še delujejo ognjeniki. Odkril je dokaze o vodnem ledu in ostanke rečnih strug.

### Mars Exploration Rovers(MER - Spirit in Opportunity)
NASA je sredi leta 2003 izstrela sondi Spirit in Opportunity. Prvi je na Marsu pristal 4. januarja 2004, drugi pa tri tedne pozneje. Obe sta uspešno pristali in delujeta že skoraj 4 leta. Njuna naloga je iskanje sledi o vodi. Iskanje je bilo zelo uspešno. Našla sta minerale, ki se tvorijo samo v vodi, usedline, ... Znanstveniki so zaradi njiju bolj prepričani, da je Mars včasih imel pogoje za življenje. Oba sta prepotovala že nekaj kilometrov. Spirit se je celo povzpel na manjši hrib. Z njunimi kamerami so posneli prve mikrofotografije.

### Mars Reconnaissance Orbiter
V marcu 2006 se je v marsovo orbito utirila Nasino vesoljsko plovilo Mars Reconnaissance Orbiter. Sonda Mars opazovuje s tremi kamerami. Namenjana je iskanju ledu pod površjem in preučevanju Marsove atmosfere. Njena glavna naloga je iskanje primernih mest za pristanek prihodnjih odprav.

## Neuspešne odprave
Seznam neuspešnih odprav:
- Mars Climate Orbiter
- Mars Polar Lander
- Mars Observer
- Beagle 2
- Program Fobos
- Planet B (Upanje)
- Rusi so na Mars poslali niz 8 plovil. Vse razen Marsa 5 in Marsa 6 so bile neuspešne.

## Načrtovane odprave
Prva naslednja odprava na Mars je  Phoenix , ki naj ga bi izstrelili v letu  2007. Pod okriljem  Mars Science Laboratory naj bi v letu 2009 izstrelili tudi sondo Phobos-Grunt, ki naj bi se vrnila na Zemljo in prinesla primer kamenja iz marsovske lune Phobos. Ostale odprave, ki jih načrtujejo v NASA-i, so predvidena za kasneje.
Evropska vesoljska agencija želi na Mars poslati človeka med letoma 2030 in 2035. Prvi korak bo, sizstrelitev sonde ExoMars leta 2013,  kot poskusni program vrnitve sonde iz Marsa  (Mars Sample Return Mission). Pred odpravo na Mars, bodo evropski astronavti odšli na Luno, da se pripravijo za daljšo odpravo na Mars.
Človeško raziskovalno odpravo na Mars načrtujejo tudi Združene države Amerike. Načrt za raziskovanje vesolja je leta 2004 predstavil Ameriški predsednik George W. Bush.